# Гвоздецький Степан Павлович
Степан Павлович Гвоздецький (10 грудня 1895, село Ведмеже, тепер Роменського району Сумської області — ?) — радянський діяч, відповідальний секретар Білоцерківського окружного комітету КП(б) України. Кандидат у члени ЦК КП(б)У в листопаді 1927 — червні 1930 року. Член ВУЦВК.

## Життєпис
Закінчив двокласну школу в селі Ведмежому.
Член РСДРП(б) з 1917 року.
У 1918 році брав активну участь у діяльності Роменської організації КП(б)У. З серпня 1919 по 1920 рік служив у Червоній армії.
Потім працював в Харківському губернському комітеті КП(б)У.
На 1923—1924 роки — заступник завідувача Харківського губернського земельного управління.
У 1924 — жовтні 1925 року — голова виконавчого комітету Кам'янецької (Кам'янець-Подільської) окружної ради.
У 1926 — червні 1928 року — відповідальний секретар Білоцерківського окружного комітету КП(б) України.
На початку 1930-х років працював у Харківському та Київському обласних комітетах КП(б)У.
Під час німецько-радянської війни перебував на політичній роботі в 250-му батальйоні аеродромного обслуговування 17-го району авіаційного базування ВПС.
На 1946—1954 роки — уповноважений Міністерства заготівель СРСР по Кіровоградській області.

## Звання
- капітан

## Нагороди
- орден Трудового Червоного Прапора (23.01.1948)
- медаль «За перемогу над Німеччиною у Великій Вітчизняній війні 1941—1945 рр.» (1945)